# 宝格达乌拉总场
宝格达乌拉总场，是中华人民共和国内蒙古自治区锡林郭勒盟东乌珠穆沁旗下辖的一个类似乡级单位。

## 行政区划
下辖以下地区：
宝格达乌拉分场虚拟社区。